# Kilomètre départ arrêté
Dans le domaine de l'automobile en général et du sport mécanique en particulier, les notions de cent mètres départ arrêté ou « zéro à cent mètres » (parfois décliné en « zéro à deux-cents mètres » ou plus) et de kilomètre départ arrêté constituent des indices de performance mécanique permettant de comparer les véhicules, au même titre que la vitesse de pointe ou l'accélération latérale. Pour ces diverses mesures, l'objectif est le même, à savoir effectuer un parcours en ligne droite d'une longueur prédéfinie le plus rapidement possible.
Conjointement, on pratique également des tests d'accélération de l'arrêt complet jusqu'à une vitesse particulière : typiquement 0-100 km/h (zéro à cent kilomètres par heure) dans les pays utilisant le système métrique et 0-60 mph (zéro à soixante milles par heure) (0-97 km/h) où l'on utilise les unités de mesure anglo-saxonnes.
Ce type d'indice ne s'applique pas exclusivement aux véhicules sportifs et peut concerner tout type de voiture, motocyclette, camion, bateau, etc.

## Principe
De même que l'indice du « zéro à x mètres » consiste à chronométrer un véhicule sur une distance de cent mètres, ou sur deux-cents mètres, etc., le kilomètre départ arrêté consiste, comme son nom l'indique, à chronométrer ledit véhicule sur une distance de mille mètres, avec dans tous les cas un démarrage effectué à l'arrêt - à l'inverse de ce qui se pratique, par exemple, pour le kilomètre lancé, discipline du ski alpin dans laquelle le skieur cherche à atteindre la plus grande vitesse possible avant d'effectuer un parcours d'un kilomètre pendant lequel il est chronométré.

## Notation
Typiquement, on utilise des notations abrégées de « x s[econdes] 100 m D/A » (ou DA) pour le cent mètres départ arrêté à « x s 1 000 m D/A » pour le kilomètre, qui s'utilisent par exemple comme suit sur les fiches techniques des véhicules : « 10,8 s/100 m (DA) » signifie que le véhicule a mis 10,8 secondes à parcourir cent mètres. On peut trouver des notations alternatives comme « 0-100 m : 10,8 s ».